# Wendell Fleming
Wendell Helms Fleming, né le 7 mars 1928 à Guthrie (Oklahoma) et mort le 18 février 2023 à Bristol (Rhode Island), est un mathématicien américain, spécialisé dans l'analyse géométrique et les équations différentielles stochastiques.

## Biographie
Fleming obtient en 1951 son doctorat sous la direction de Laurence Chisholm Young à l'université du Wisconsin à Madison avec une thèse intitulée Boundary and related notions for generalized paramétric surfaces . Fleming est professeur à l'université Brown, où il prend sa retraite en 2009 en tant que professeur émérite.
Fleming est avec Herbert Federer un pionnier de la théorie des mesures géométriques. Plus tard dans sa carrière, il travaille sur les processus stochastiques, les équations différentielles stochastiques et leurs applications en théorie du contrôle. En 1976-1977, il est boursier Guggenheim. En 1982, il prononce une allocution plénière (Contrôle optimal des processus de Markov) à l'ICM de Varsovie.
En 1987, il reçoit avec Federer le prix Leroy P. Steele de l'American Mathematical Society. En 1994, il remporte le prix Reid de la Society for Industrial and Applied Mathematics. Il reçoit un doctorat honorifique de l'université Purdue en 1991. En 2006, il reçoit le prix Isaacs. En 2012, il devient membre de l'American Mathematical Society. En mai 2012, il est élu membre de l'Académie nationale des sciences des États-Unis.